# Теве-Хая
Теве-Хая (тув. Теве-Хая, буквально «Верблюжья скала») — село в Дзун-Хемчикском кожууне Республики Тыва. Административный центр и единственный населённый пункт Теве-Хаинского сумона.

## История
В 1934 году в местности Девээлиг-Хая была организована Тувинская сельскохозяйственная опытная станция и при ней выросло селение, названое Теве-Хая.
16 ноября 1938 года на собрании сельчане решили построить школу, затем сами заготовили и доставили лес, строили. Через год, 9 ноября 1939 года, школа-трехлетка, открылась. После третьего класса ученики продолжили учёбу в Баян-Талинской, Чаданской школах.
С 1948—1951 годы школа стала семилетней, в 1964 году — восьмилетней, а в 1984 году — в среднюю школу.
В 1960 году возведено новое школьное здание.

## География
Село находится у р. Чадан и её притока Кара-Суг.
Уличная сеть
ул. Гагарина, ул. Комсомольская, ул. Крестьянская, ул. Ленина, ул. Март-оол, ул. Новая, ул. Садовая, ул. Сельская, ул. Унукпен, ул. Хемчик.
К селу примыкают местечки (населённые пункты без статуса поселения) м. АВМ, м. Айлыг-Ой, м. Белдир, м. Белдир-Шат, м. Даш-Баары, м. Сарыг-Алаак, м. Сеновал, м. Теректиг Чарык, м. Хавак-Баары, м. Хавак-Бажы, м. Чолдак-Хову, м. Элезин-Бажы.
Расстояние до районного центра Чадан: 13 км.
Расстояние до областного центра Кызыл 211 км.

## Население
| 2002  | 2010  | 2011  | 2012  | 2013  | 2014  | 2015  |
| ----- | ----- | ----- | ----- | ----- | ----- | ----- |
| 1345  | ↗1476 | ↘1469 | ↘1454 | ↗1466 | ↗1467 | ↗1486 |
| 2016  | 2017  | 2018  | 2019  | 2020  | 2021  |       |
| ↘1478 | ↗1504 | ↗1516 | ↗1539 | ↘1531 | ↘1290 |       |

## Известные жители
Салчак Оскал-оол Лама-Сурунович- председатель Конституционного суда Республики Тыва.
Шкоркин Анатолий Александрович — писатель.

## Инфраструктура
образование
Дошкольное образование: Д/С «РОМАШКА»
Среднее школьное образование: МБОУ Теве-Хаинская СОШ
сельское хозяйство
Выращивание зерновых и зернобобовых культур: СХК «ДЕВЭЭЛИГ-ХАЯ», МУУП «ХЕМЧИК»
Разведение крупного рогатого скота: СХК «ХУНДУЖУК»
Разведение овец и коз: СХК БОРБАК-ТЕЙ, СХК «ХУНДУ», СХК НОЯН
культура
КДЦ им. «Содуна Ольга» с. Теве-Хая
административная деятельность
МУЧ АДМ СП СУМОН ТЕВЕ-ХАИНСКИЙ, МУЧ ХП СУМОН ТЕВЕ-ХАИНСКИЙ
Сотовая связь
Действуют 3 оператора сотовой связи — Билайн, МТС, Tele2 и Мегафон.

## Транспорт
Автодорога местного значения.